# Isabelle Spennato-Lamour
Isabelle Spennato (nume de căsătorie Lamour, n. 17 martie 1965, Lyon, Franța) este o fostă scrimeră franceză specializată pe floretă. În prezent este conducătoare sportivă. Este căsătorită cu dublul campion olimpic la sabie Jean-François Lamour. 
A câștigat campionatul Franței la juniori în anul 1985 și la seniori în 1990. Cu clubul „Masque de Fer” din Lyon, apoi cu Racing Club de France, a fost de șase ori campioană Franței pe echipe. La Jocurile Olimpice de vară din 1988 de la Seul și la ediția din 1992 de la Barcelona, a fost selecționată în echipa olimpică a Franței care s-a clasat pe locul 7 și respectiv pe locul 5.
După ce s-a retras din activitatea competițională a devenit dentistă. În martie 2013 a fost aleasă președinta Federației Franceze de Scrimă, înlocuindu-l pe Frédéric Pietruszka. Astfel a devenit singura femeie care conduce o federație sportivă olimpică în Franța. În iulie 2015 a fost decorată de Legiunea de Onoare în grad de cavaler.

## Legături externe
- en Isabelle Spennato-Lamour la Olympedia.org